# Tăcuta
Tăcuta es una comuna ubicada en el distrito de Vaslui, Rumania.

## Superficie
Posee una superficie de 60,63 kilómetros cuadrados.

## Demografía
Hasta 2021 la población era de 2748 habitantes, con una densidad de población de 45,32 habitantes por kilómetro cuadrado.